# Лоцо Атестино
Ло̀цо Атестѝно (на италиански: Lozzo Atestino; на венециански: Łozo Atestìn, Лоцо Атестин) е малко градче и община в Северна Италия, провинция Падуа, регион Венето. Разположено е на 19 m надморска височина. Населението на общината е 3233 души (към 2010 г.).